# برانیسلاو ایوانوویچ
برانیسلاو ایوانوویچ (سیریلیک صربی: Бранислав Ивановић؛ زادهٔ ۲۲ فوریهٔ ۱۹۸۴) بازیکن فوتبال اهل صربستان است که بازیکن سابق باشگاه فوتبال زنیت سن پترزبورگ و تیم ملی فوتبال صربستان است.

## آمار

### گل‌های ملی
| #  | تاریخ           | ورزشگاه                                | حریف     | گل  | نتیجه | مسابقه                              |
| -- | --------------- | -------------------------------------- | -------- | --- | ----- | ----------------------------------- |
| ۱. | ۱۲ سپتامبر ۲۰۰۷ | ورزشگاه ژوزه آلوالاد، لیسبون، پرتغال   | پرتغال   | ۱-۱ | ۱–۱   | مقدماتی جام ملت‌های ۲۰۰۸ اروپا       |
| ۲. | ۱۰ سپتامبر ۲۰۰۸ | ورزشگاه استاد دو فرانس، سن-دنی، فرانسه | فرانسه   | ۲-۱ | ۲–۱   | مقدماتی جام جهانی ۲۰۱۰              |
| ۳. | ۱۱ اکتبر ۲۰۰۸   | ورزشگاه ستاره سرخ، بلگراد، صربستان     | لیتوانی  | ۱-۰ | ۳–۰   | مقدماتی جام جهانی ۲۰۱۰              |
| ۴. | ۲۸ مارس ۲۰۰۹    | ورزشگاه فارول، کونستانس، رومانی        | رومانی   | ۱-۳ | ۲–۳   | مسابقات مقدماتی جام جهانی ۲۰۱۰      |
| ۵. | ۷ اکتبر ۲۰۱۱    | ورزشگاه ستاره سرخ، بلگراد، صربستان     | ایتالیا  | ۱-۱ | ۱-۱   | مرحله مقدماتی جام ملت‌های اروپا ۲۰۱۲ |
| ۶. | ۲۸ قوریه ۲۰۱۲   | ورزشگاه تسیریون، لیماسول، قبرس         | ارمنستان | ۰-۲ | ۰-۲   | دوستانه                             |
| ۷. | ۱۱ سپتامبر ۲۰۱۲ | ورزشگاه کارادورده، نووی ساد، صربستان   | ولز      | ۵–۱ | ۶–۱   | مقدماتی جام جهانی ۲۰۱۴              |

## افتخارات
لوکوموتیو
- جام حذفی فوتبال روسیه: ۰۷–۲۰۰۵

چلسی
- لیگ برتر فوتبال انگلستان: ۱۰–۲۰۰۹، ۱۵–۲۰۱۴، ۱۷–۲۰۱۶[۳]
- جام حذفی فوتبال انگلستان: ۲۰۰۹، ۲۰۱۰، ۲۰۱۲
- جام اتحادیه باشگاه‌های انگلستان: ۱۵–۲۰۱۴
- جام خیریه انگلستان: ۲۰۰۹
- لیگ قهرمانان اروپا: ۲۰۱۲
- لیگ اروپا: ۲۰۱۳

فردی
- تیم سال پی‌اف‌ای: ۱۰–۲۰۰۹، ۱۵–۲۰۱۴
- بازیکن سال فوتبال صربستان: ۲۰۱۲، ۲۰۱۳[۴]
- تیم فصل لیگ قهرمانان اروپا: ۱۵–۲۰۱۴[۵]